# Swalwell (Alberta)
Swalwell est un hameau (hamlet) du Comté de Kneehill, situé dans la province canadienne d'Alberta.

## Démographie
En tant que localité désignée dans le recensement de 2011, Swalwell a une population de 101 habitants dans 40 de ses 48 logements, soit une variation de -7.3% par rapport à la population de 2006. Avec une superficie de 0,344 3 km2, le hameau possède une densité de population de 293,348 8 hab/km2 en 2011.
Concernant le recensement de 2006, Swalwell abritait 109 habitants dans 39 de ses 44 logements. Avec une superficie de 0,344 3 km2, le hameau possédait une densité de population de 316,6 hab/km2 en 2006.